# Tinder
Tinder és una aplicació geosocial que permet als usuaris mútuament interessats, posar-se en contacte els uns als altres per xerrar i concretar cites o trobades. L'aplicació és considerada una de les aplicacions de cites més importants del mercat digital i està disponible a través de l'App Store (iOS), Google Play i Apple Watch.

## Història
Tinder va ser llançada l'agost de 2012 per Sean Rad, Justin Mateen i Jonathan Badeen. Es va sembrar a la Universitat del Sud de Califòrnia, i es va expandir a altres campus universitaris. Tinder va guanyar el Premi Crunchie de TechCrunch per "Best New Startup of 2013". El 2014 va ser nominada l'App de l'Any en els Premis Enter.Co, amb més de 50 milions d'usuaris.

## Com funciona?
Tinder utilitza el perfil de Facebook de l'usuari per a construir un perfil amb fotos d'aquesta xarxa social. També recull Informació bàsica i amb la qual filtra els perfils que poden interessar a l'usuari. Els candidats que tenen més probabilitats de ser compatibles basats en la ubicació geogràfica, el nombre d'amics en comú, i els interessos comuns són llavors transmesos a una llista de coincidències. Amb base en els resultats dels possibles candidats, Tinder disposa d'una interfície d'usuari que mostra successivament diferents perfils d'altres usuaris. L'usuari llisca el dit per sobre la pantalla d'un smartphone a la dreta per a indicar interès per aquesta persona i a l'esquerra si no està interessat, tot això de forma anònima. Si dos usuaris estan interessats en si, tots dos són informats i se'ls permet iniciar la conversa a través del xat intern de l'aplicació.

## Característiques
- Swipe: La funció de Swipe és fonamental per al disseny de Tinder. Ofereix als usuaris passar a la dreta per donar "m'agrada" a un perfil i cap a l'esquerra per passar i continuar la recerca d'una persona per a xatejar.

- Moments: En una actualització de juny de 2014, Tinder afegeixen "Moments", una característica de foto efímera semblant a la característica “la meva història” a l'aplicació Snapchat. Tinder també va afegir capacitats d'edició a les fotos, el que permet als usuaris dibuixar a les fotos i afegir filtres. Els usuaris també són capaços de rebre les fotos de les persones amb les quals s'han aparellat.

- Integració d'Instagram: En una recent actualització, Tinder ha integrat comptes d'Instagram als perfils d'usuari. Ara els usuaris poden accedir als perfils d'Instagram de la gent amb la que coincideixin. Per als comptes d'Instagram públics, les més recents 34 fotos seran accessibles. Per als comptes privats, els usuaris se'ls dona l'oportunitat de donar accés a Tinder a les seves fotos sense alterar la configuració de privacitat existents.[5][6]

- Connexions comunes: Connexions comunes és un altre aspecte de l'aplicació que s'ha desenvolupat la integració de Facebook. A través d'aquesta funció, els usuaris són capaços de veure si comparteixen o no, un amic en comú. Això es considera una connexió de primer grau. Una connexió de segon grau és quan un usuari i la seva parella tenen dos amics separats que resulten ser amic amb els altres.

## Controvèrsies
Seguretat
El febrer de 2014, els investigadors de seguretat a Nova York van trobar un error que va fer possible trobar ubicacions precises dels usuaris, sense cap avís públic de l'empresa. El portaveu de Tinder, Rosette Pambakian, va dir que l'assumpte es va resoldre en 48 hores. El director executiu Sean Rad va dir en un comunicat que Tinder ha implementat mesures específiques per millorar la seguretat d'ubicació i dades de localització, poc després d'haver estat contactat, i que la privacitat i la seguretat dels usuaris segueixen sent la prioritat més alta.
Les noves polítiques
El març de 2015, Tinder va anunciar el llançament del seu servei de pagament, Tinder Plus, que s'ha reunit amb la controvèrsia sobre la limitació del nombre de "m'agrada" a un usuari lliure pot donar a altres usuaris en una certa quantitat de temps i també cobrar preus per
diferents grups d'edat.

### Transfòbia
A l'agost de 2015, Business Insider va informar que els usuaris transgènere de Tinder estaven sent denunciats i banejats per ser transgènere. L'article incloïa una entrevista amb una dona trans que també descrivia els missatges abusius que havia rebut que incloïen transmisogínia i homofòbia. El desembre de 2017, Vice va informar que el patró de ser denunciat i banejat havia continuat.
El març de 2018, un article de The Cut informava que una dona trans havia demandat Tinder per eliminar el seu perfil i negar-se a explicar per què havia estat eliminat. L'article informava a més que moltes persones trans havien vist els seus comptes denunciats i banejats, algunes poques hores després d'obrir-les. L'octubre del 2019, PinkNews informava que les denúncies i els banejos de persones trans havien continuat. L'article afirmava que Tinder té "50 opcions de gènere", però prohibeix als usuaris trans per la seva identitat de gènere.
A finals de 2019, articles de Reuters i The Independent es van centrar en la manca d'acció de Tinder per corregir el problema dels comptes d'usuaris transgènere denunciats i banejats. L'agost de 2022, un article de The Cut va tornar a destacar el problema.

## Tinder a l'audiovisual
L'aplicació va anunciar la futura estrena d'una sèrie interactiva que utilitzarà com a mètode de fer match entre els seus usuaris, dirigida per Karena Evans. En principi, la trama d'aquesta es desenvoluparà al voltant d'una apocalipsi.
Els usuaris, per tal de controlar què passa, hauran de lliscar la pantalla (de la mateixa forma que fan amb l'aplicació).